# Risalamande
Il Risalamande (scritto anche come ris à l'amande) è un dolce tradizionale danese servito per la cena di Natale. È fatto di riso al latte mescolato con panna montata, zucchero, vaniglia e mandorle tritate. Viene servito freddo con salsa di ciliegie.

## Etimologia
Il nome deriva dal francese riz à l'amande che significa "riso con mandorle", anche se il dolce ha un'origine danese. Oggi risalamande è l'ortografia autorizzata dal Comitato per la lingua danese.
La solita pronuncia danese è [ˌri:salaˈmɑŋ].

## Storia
Il Risalamande è chiaramente ispirato al classico dolce francese del riz à l'impératrice (riso dell'imperatrice) che è più solido, modellato in stampini e decorato con gelatina di lamponi.
Il Risalamande è stato creato alla fine del XIX secolo. Ha guadagnato popolarità quando il budino di riso è diventato più comune. Fino ad allora il budino di riso era stato un piatto esclusivo, che richiedeva due ingredienti costosi e importati: mandorle e cannella.
Dopo la seconda guerra mondiale, il risalamande ebbe un aumento di popolarità, venendo pubblicizzato come un dolce "risparmio": l'aggiunta di panna montata (che era facilmente reperibile) al riso ancora abbastanza costoso avrebbe fatto durare più a lungo il riso. Per ridurre al minimo i costi, anche in questo periodo il risalamande veniva spesso preparato senza mandorle.

## Utilizzo nella tradizione natalizia
Il semplice pudding di riso (risengrød) può essere servito tutto l'anno in Danimarca, ma è spesso visto anche come piatto di Natale. Viene servito caldo e condito con cannella e burro, spesso insieme a birra al malto (hvidtøl).
Alcune famiglie preparano una grande quantità di pudding di riso per la cena del 23 dicembre (lillejuleaften che significa "piccola vigilia di Natale") e ne conservano una parte per preparare il risalamande come dessert dopo il grande pranzo di Natale. Altri mangiano il pudding di riso caldo come parte della cena di Natale, di solito come antipasto e più raramente come dessert. Questa è spesso considerata una tradizione più antica del risalamande.
Secondo la tradizione, il pudding di riso caldo è anche il piatto consumato dai nisser, gli elfi di Natale, cosa comune anche in altri paesi nordici. Pertanto, le famiglie con bambini possono mettere fuori una ciotola di pudding di riso per quelli e, se mangiato (possibilmente da un gatto), dimostrerà l'esistenza dei nisse. Questo uso deriva dall'antica credenza negli spiriti domestici.
Per la vigilia di Natale viene aggiunta al dolce una mandorla intera e chi la trova vince un piccolo premio come un maialino di pasta di mandorle, un cuore di cioccolato o un piccolo gioco da tavolo. Il cercatore può nascondere la loro scoperta il più a lungo possibile, in modo che il resto dei partecipanti alla festa sia costretto a mangiare l'intero piatto di risalamande, anche dopo aver già divorato un grande pasto di Natale.

## In Svezia, Finlandia e Norvegia
In Svezia, questo piatto si chiama ris à la Malta, che è una corruzione del nome danese. Tipicamente è fatto di pudding di riso avanzato, panna montata, zucchero e vaniglia, con o senza mandorle. Per tradizione, la persona che trova una mandorla nascosta nel dolce dovrebbe sposarsi prima del prossimo Natale. Una varietà contenente arance a cubetti è chiamata "apelsinris". Il piatto viene servito principalmente con il drink squash, marmellata o frutti di bosco congelati semi-scongelati.
In Finlandia, questo piatto si chiama riisi maltese. Per tradizione, chi trova una mandorla nascosta nel dolce è molto fortunato tutto l'anno. In Finlandia, può essere servito con purea di lamponi (o anche mirtilli rossi) o composta di uvetta.
I norvegesi hanno un piatto simile chiamato riskrem ("crema di riso") e, come in Danimarca, la persona che trova una mandorla nascosta nel dessert vince un mandelgave (mandorla regalo) a forma di maiale di marzapane o simili. Il dessert può contenere mandorle per insaporire, ma per lo più tritate sopra come decorazione. In Norvegia, la salsa è anche normalmente composta da lampone (o anche fragola) anziché ciliegia.